# Zestaponi

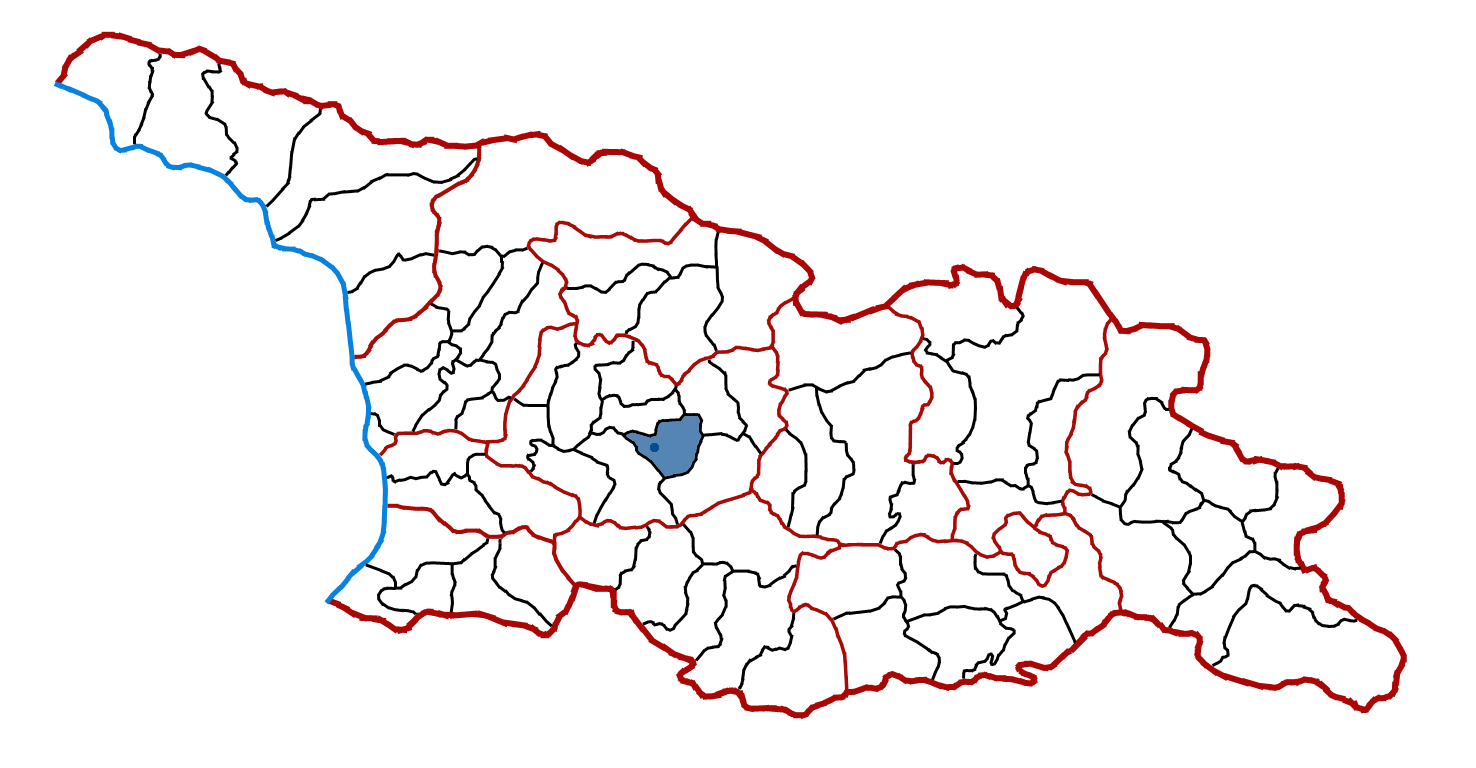
Localização de Zestaponis

Zestaponi (ზესტაფონი em língua georgiana) é uma pequena cidade de 20 814 habitantes (2014) localizada na província de Imerícia, oeste da Geórgia. Zestaponi fica perto das cidades de Cutáissi e Chiatura e é famosa por sua produção de metais.
O time de futebol local é o FC Zestaponi, que disputa a Liga Georgiana.